# Macromolècula

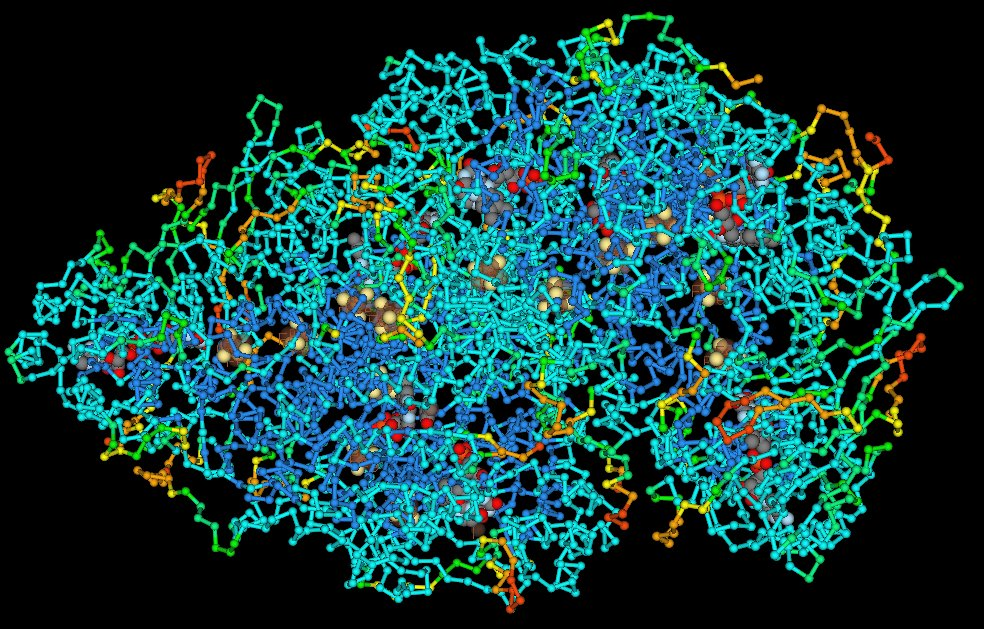
Imatge tridimensional d'una macromolècula (una proteïna).

Una macromolècula és una molècula de massa molecular relativa entre cinc mil i desenes de milions, unes dimensions entre 0,001 mm i 0,000 001 mm, que s'estructura a partir d'enllaços covalents, majoritàriament entre àtoms de carboni, per bé que també pot contenir-ne d'altres en menor proporció, l'estructura de la qual comprèn essencialment la repetició múltiple d'unitats derivades, real o conceptualment, de molècules de baixa massa molecular relativa.

Estructura del diamant format exclusivament per carbonis enllaçats amb enllaços covalents σ.

La formació d'un gran nombre d'enllaços carboni-carboni s'explica perquè l'energia d'enllaç és relativament alta, la qual cosa implica que la formació de macromolècules és un procés exotèrmic i, per tant, molt favorable. Per exemple, una molècula de polietilè, un material plàstic, pot constar de fins a 2 500 grups metilè, cadascun compost per dos àtoms d'hidrogen i un àtom de carboni. La massa molecular corresponent d'aquesta macromolècula és de l'ordre de 35 000. La insulina, una hormona proteica present al pàncrees i responsable de la regulació dels nivells de sucre en sang, té una unitat molecular derivada de 51 aminoàcids (molècules que contenen carboni, hidrogen, oxigen, nitrogen i, de vegades, sofre). La massa molecular exacte de la insulina del bestiar boví s'ha determinat en 5 734, essent la seva fórmula molecular C254H377N65O75S6.
El silici, tot i que també pot formar múltiples enllaços silici-silici, no forma molècules tan grans. En la natura es troben diversos exemples d'elements formats per macromolècules: la cel·lulosa, les proteïnes i els virus, i també els diamants i els silicats. A través de processos de síntesi és possible obtenir polímers de manera industrial, com el polietilè, el poliestirè i el neoprè.

Fórmules del niló 6 i del niló 6,6.

El mot «macromolècula» és un mot compost de macro–, que prové del grec μαχρὀς makrós ‘llarg’, ‘gran’ i del mot molècula. Segons la IUPAC, el terme «macromolècula» inclou els composts anomenats «polímers», que són substàncies constituïda per unitats estructurals idèntiques repetides. Els polímers poden ser naturals (cel·lulosa, midó...) o sintètics (poliestirè, niló...).
Les biomacromolècules, macromolècules biològiques, més importants són: els polisacàrids que pertanyen als glúcids (com el midó i la cel·lulosa); les proteïnes que pertanyen als pròtids; l'ADN i l'ARN, que són àcids nucleics; els lípids complexos. Els polímers sintètics inclouen les matèries plàstiques, les gomes sintètiques i les fibres, i tenen un amplíssim camp d'aplicacions tecnològiques. Els polímers inorgànics més importants són a base de silici.

## Propietats
Les propietats fisicoquímiques de les macromolècules depenen de llur dimensió, de llur estructura i dels grups funcionals presents a la molècula. Les substàncies amb disposició tridimensional dels monòmers (com és ara els diamants) presenten unes característiques d’una duresa més alta que quan els monòmers són disposats d’una manera compacta. En general, les macromolècules tenen un comportament i unes propietats físiques inusuals. Per exemple, poden presentar tipus d'agregació supramoleculars, amb comportaments de cristalls líquids, la dificultat de dissoldre's en una solució, la facilitat de desnaturització a determinades concentracions, o la capacitat de presentar fenòmens de naturalesa col·loidal.
Les masses moleculars de les macromolècules es determinen per osmometria (mesura de la pressió osmòtica), per estudi de la viscositat, per ultracentrifugació i per dispersió de la llum. L’estudi de les macromolècules en dissolució ha d’ésser completat per mètodes purament químics o físics, com la microscòpia electrònica o l’anàlisi amb raigs X.

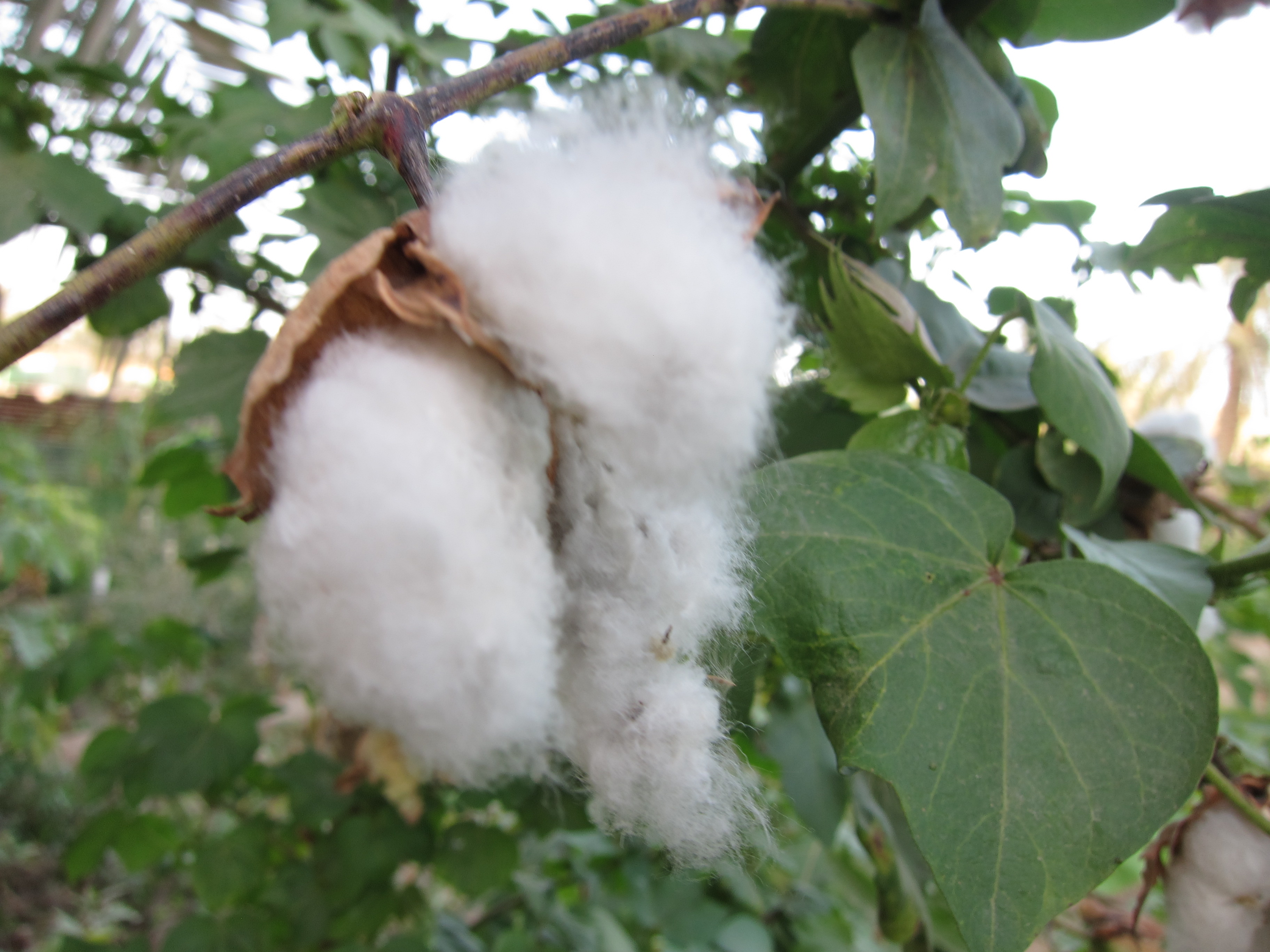
Cotó és una fibra vegetal constituïda per macromolècules.

## Història
La humanitat ha emprat les macromolècules naturals des d'èpoques remotes. L'asfalt, la goma aràbiga, la llana, el cotó, el làtex o la cel·lulosa (paper) en són exemples. No obstant això, l'estudi de les macromolècules s'inicià amb la descoberta dels processos de polimerització industrialitzats, especialment d'ençà dels anys quaranta del segle xx, fet que possibilità la fabricació de plàstics, resines, fibres sintètiques, cautxús artificials, etc., els quals conformen en l'actualitat una part substancial de la indústria química. Aquest desenvolupament extraordinari impulsà de manera notable la recerca en aquest àmbit. Posteriorment es reconegué la naturalesa macromolecular d'un gran nombre de materials biològics (proteïnes, àcids nucleics...) i s'elucidà la seva constitució física i química, així com la seva funcionalitat.

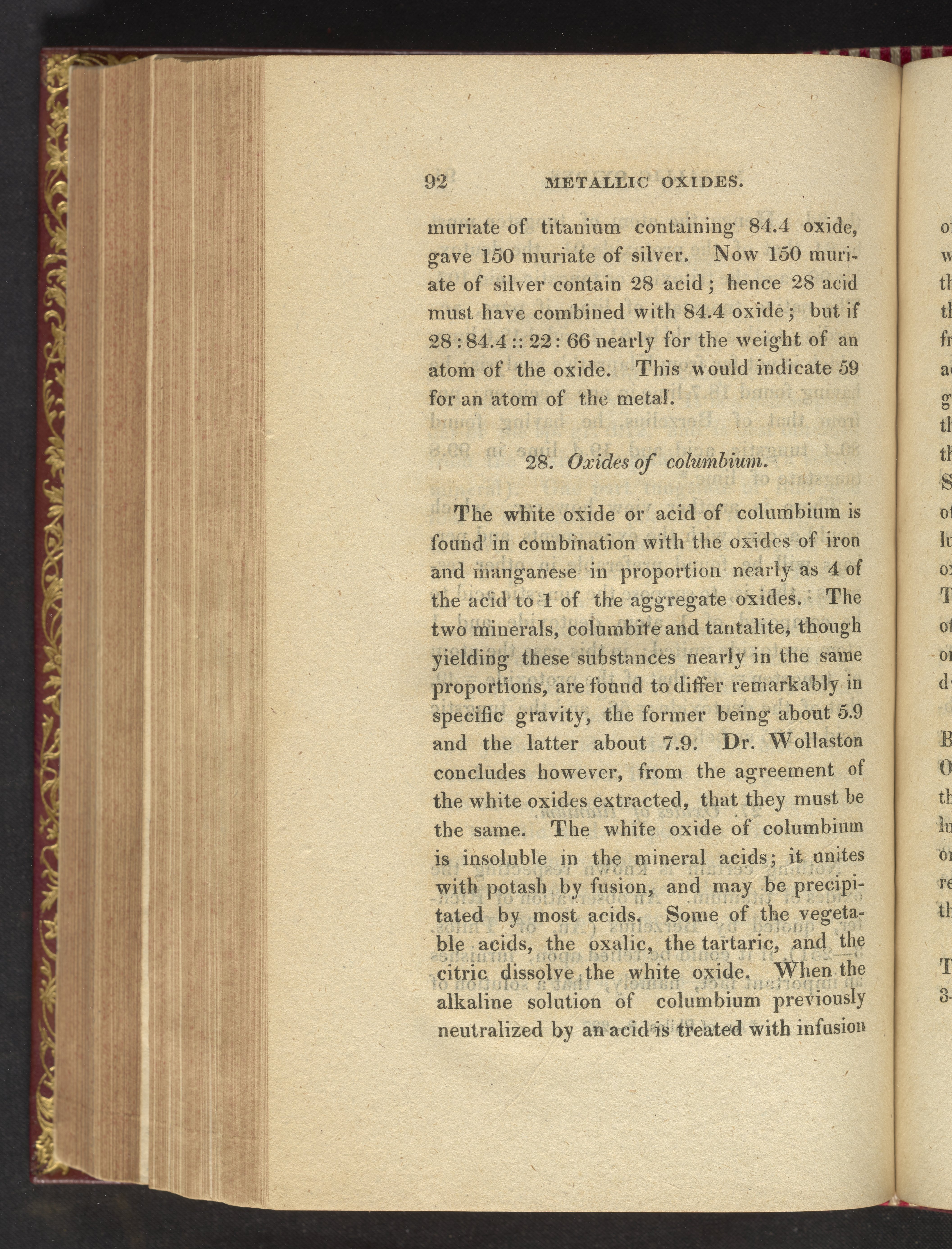
El paper es fabrica amb macromolècules de cel·lulosa.

Els primers polímers sintetitzats s'obtingueren mitjançant transformacions de polímers naturals. L'any 1839, l'estatunidenc Charles Goodyear (1800-1860) efectuà la vulcanització del cautxú. La nitrocel·lulosa fou sintetitzada accidentalment l'any 1846 pel químic alemany Christian Schönbein (1799-1868). El procediment per a la síntesi del cel·luloide es veié simplificat arran d'un concurs celebrat el 1860 als Estats Units per trobar un substitut de l'ivori per a la fabricació de boles de billar. L'estatunidenc John Wesley Hyatt (1837-1920) obtingué el cel·luloide dissolent cel·lulosa en càmfora i etanol. Amb aquest polímer es començaren a fabricar objectes diversos com ara mànecs de ganivet, muntures d'ulleres i pel·lícules fotogràfiques, sense les quals no s'hauria pogut iniciar la indústria cinematogràfica a les darreries del segle xix. L'any 1907, el químic estatunidenc Leo Baekeland (1863-1944) inventà la baquelita, el primer plàstic termoestable. La baquelita és aïllant i resistent a l'aigua, als àcids i a la calor moderada, raó per la qual s'emprà ràpidament en nombrosos objectes d'ús domèstic i components elèctrics.

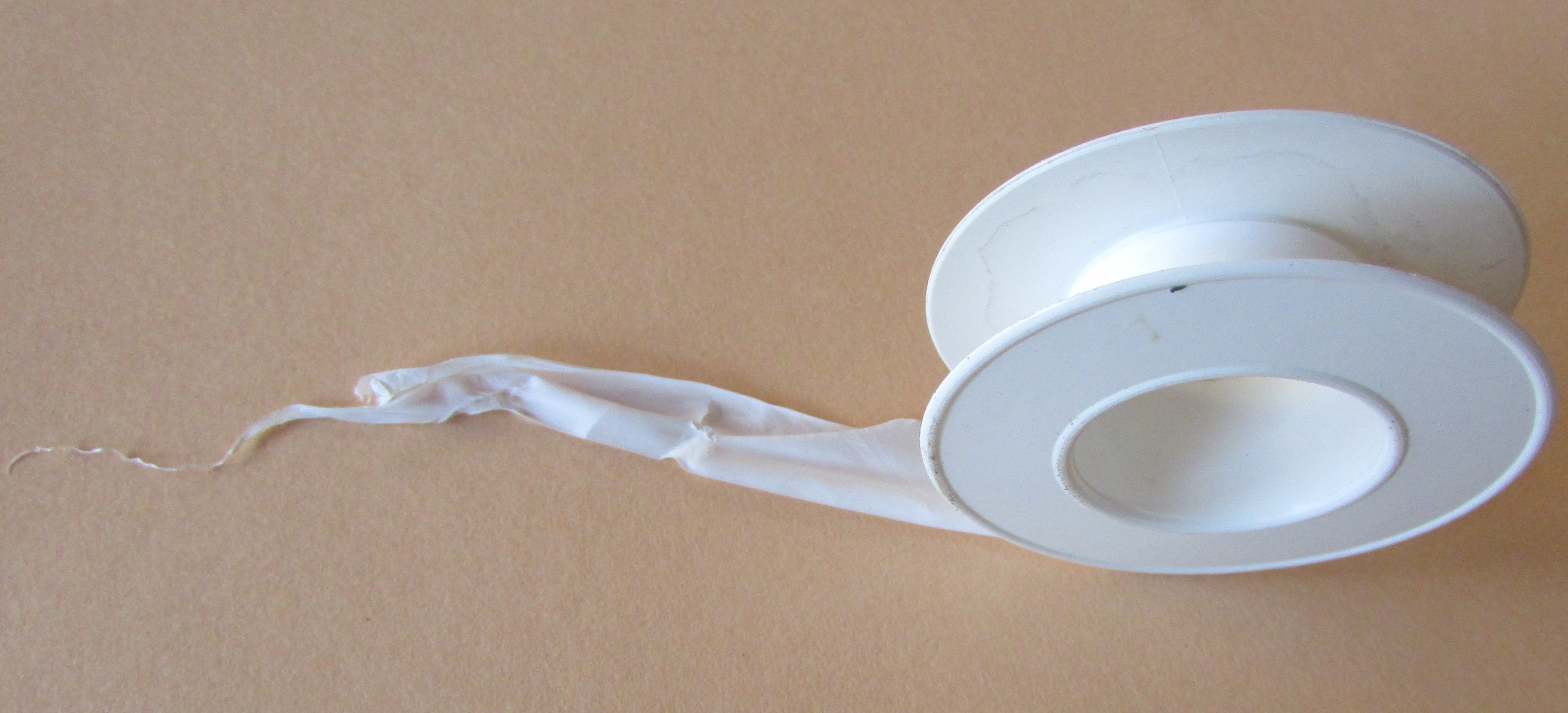
Cinta de tefló.

El 1920 el químic alemany Hermann Staudinger (Premi Nobel el 1953) introduí la idea que els polímers són llargues cadenes d'unitats petites unides per enllaços covalents, superant la idea primitiva que, per analogia amb la química inorgànica, negava la possibilitat d’existència de composts orgànics d’elevat pes molecular i considerava els polímers com a agregats colloïdals (col·loide, cristal·loide) de molècules petites unides entre elles per forces de valència secundària. La teoria d´Staudinger fou confirmada pel químic estatunidenc Wallace Carothers (1896-1937) en la preparació del niló i del cautxú artificial i, sobretot, per l'extraordinària aportació a partir del 1937 de Paul J. Flory (Premi Nobel el 1974), el qual establí els fonaments científics i desenvolupà extensament les bases teòriques de la ciència dels polímers. A la dècada dels anys trenta, químics anglesos descobriren que el gas etilè polimeritzava sota l'acció de la calor i la pressió per formar un termoplàstic que anomenaren polietilè (PE). Vers els anys cinquanta aparegué el polipropilè (PP). En reemplaçar en l'etilè un àtom d'hidrogen per un de clor, s'obtingué el clorur de polivinil (PVC), un plàstic dur i resistent al foc, especialment adient per a canonades de tota mena. En afegir-hi diversos additius s'aconsegueix un material més tou, substitutiu del cautxú, comunament emprat per a roba impermeable, estovalles, cortines o joguines. Un plàstic semblant al PVC és el politetrafluoroetilè (PTFE), conegut popularment com a tefló i emprat per a corrons i paelles antiadherents. El poliestirè (PS), desenvolupat també durant la dècada de 1930 a Alemanya, esdevé un material d'una gran transparència, habitualment emprat en la manufactura de tassons, estovalles, pots i oueres, per la gran resistència a l'alteració química i mecànica a baixes temperatures, així com la seva minúscula absorció d'aigua. El poliestirè expandit (EPS), una escuma blanca i rígida, s'utilitza bàsicament per a embalatge i com a aïllant tèrmic. Paral·lelament, en aquest període, s'obté el poli(metacrilat de metil) (PMMA) o Plexiglàs, amb unes propietats òptiques excel·lents i pot ser destinat a la fabricació d'ulleres i lents, o bé a l'enllumenat públic i publicitari. Així mateix, veié la llum la primera fibra artificial, el niló, descobert per Carothers. La seva aplicació inicial fou la confecció de paracaigudes per a les forces armades nord-americanes durant la Segona Guerra Mundial, si bé la seva difusió s'accelerà ràpidament en la indústria tèxtil per a la fabricació de mitges i altres teixits en combinació amb cotó o llana. Al niló el succeïren altres fibres sintètiques com l'orló i l'acrilà.

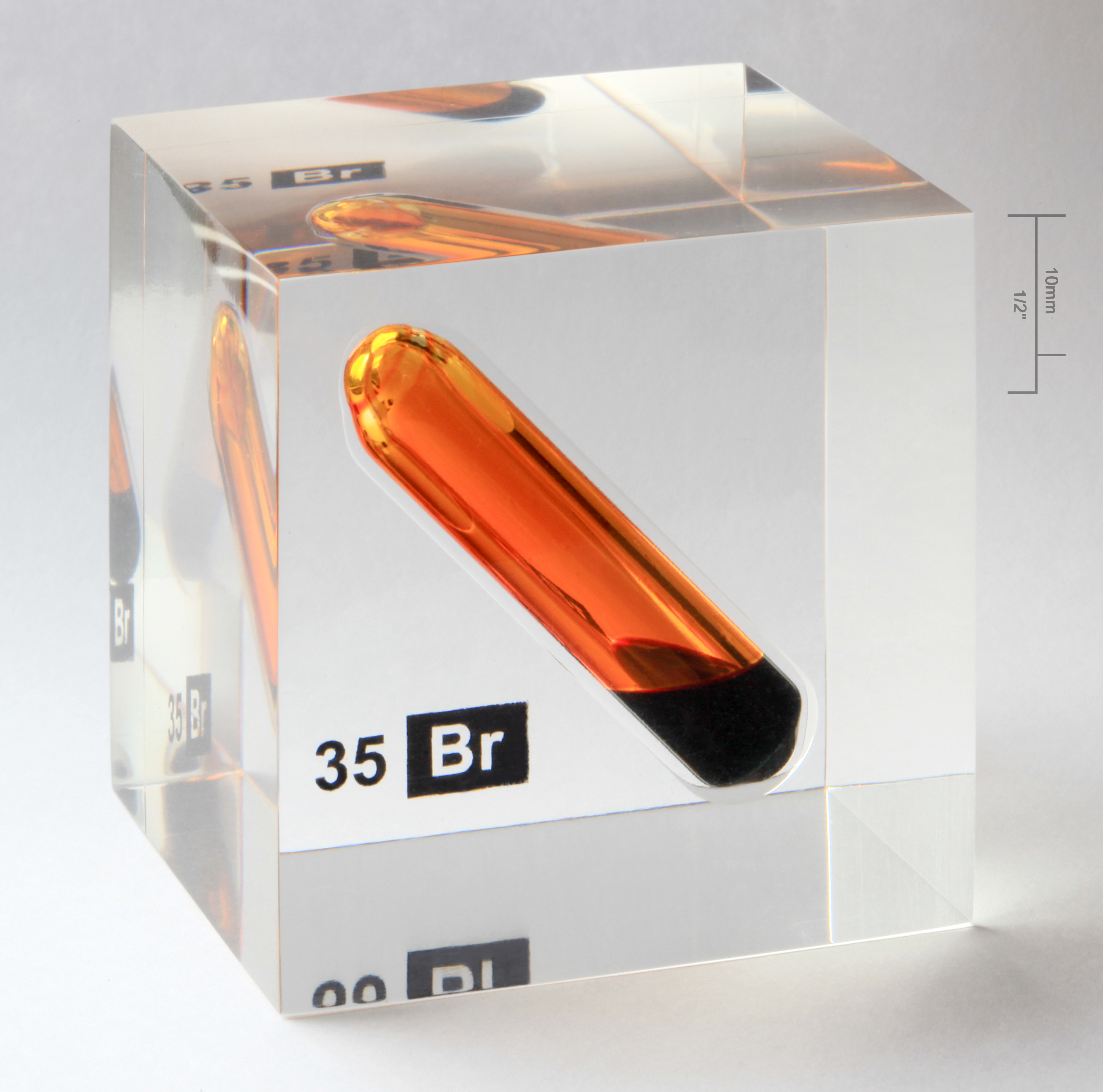
Tub de brom Br_{2} dins d'un bloc de polimetacrilat.

Ja avançat el segle xx, adquiriren un interès particular els avenços en els plàstics tècnics, com els policarbonats, els acetats i les poliamides. Començaren a emprar-se altres materials sintètics per substituir metalls en components de maquinària, cascos de seguretat, aparells sotmesos a altes temperatures i molts altres productes utilitzats en indrets amb condicions ambientals extremes. En l'envasament en ampolles i flascons, l'ús del tereftalat de polietilè (PET) experimentà un creixement vertiginós, que desplaçà el vidre i el PVC en el mercat d'envasos.

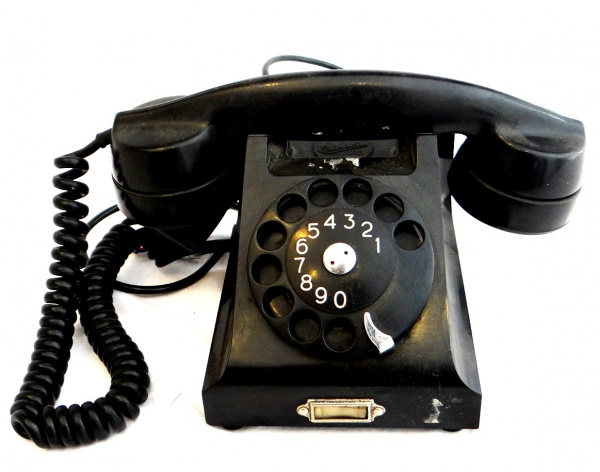
Telèfon fabricat amb baquelita.

A principis del segle xxi, la comunitat internacional ha començat a prendre consciència que les grans propietats mecàniques i de resistència dels polímers, lloades i admirades durant molts anys, poden esdevenir també una arma de doble tall amb greus conseqüències mediambientals. La creixent mala reputació entre la població general dels materials polimèrics és la conseqüència del mal ús i de l'abús dels plàstics al llarg del segle xx. És palès, tanmateix, que molts d'aquests materials són beneficiosos i insubstituïbles per a un gran nombre d'aplicacions i que la nostra vida ja és inconcebible sense ells. En aquest context, en les darreres dècades, el desenvolupament de polímers biocompatibles i biodegradables focalitza una quantitat considerable dels esforços de recerca en aquest àmbit.

## Biomacromolècules

### Polisacàrids

Fórmula de la cel·lulosa.

Els glúcids o carbohidrats són biomolècules formades per polihidroxialdehids o polihidroxicetones i també de llurs polímers i derivats. Llur fórmula empírica és (CH2O)n, en la qual l’oxigen i l’hidrogen són en la mateixa proporció que en l’aigua, per la qual cosa foren anomenats hidrats de carboni. Els més simples són els sucres o monosacàrids, que són cristal·lins, solubles en aigua i dolços; són constituïts per un sol polihidroxialdehid o polihidroxicetona, amb diversos carbonis substituïts asimètricament, que comporten una activitat òptica de la molècula i l’existència de nombrosos isòmers enantiomorfs.

Fórmula de l'àcid hialurònic.

Els monosacàrids poden unir-se entre ells per l’enllaç acetàlic o glucosídic. Hom anomena polisacàrids els de cadenes molt llargues, ramificades o no, formats per milers de monosacàrids repetits. Hom els divideix en homopolisacàrids i heteropolisacàrids, segons que siguin formats per un sol tipus de monosacàrids (com el midó) o per diferents tipus (com l’àcid hialurònic). Tenen dues funcions principals: alguns (com el midó) fan de magatzem de combustible i proporcionen energia per a l’activitat cel·lular, d’altres (com la cel·lulosa) són elements estructurals extracel·lulars. Els primers, anomenats polisacàrids de reserva, es dipositen en el citoplasma de la cèl·lula en forma de grans grànuls. Els segons són anomenats polisacàrids de sosteniment; entre aquests hi ha la lignina, l’agar-agar, la goma aràbiga, etc. Els polisacàrids també formen part de la paret cel·lular dels bacteris, de les plantes i de les cobertes cel·lulars toves dels teixits animals.

### Proteïnes

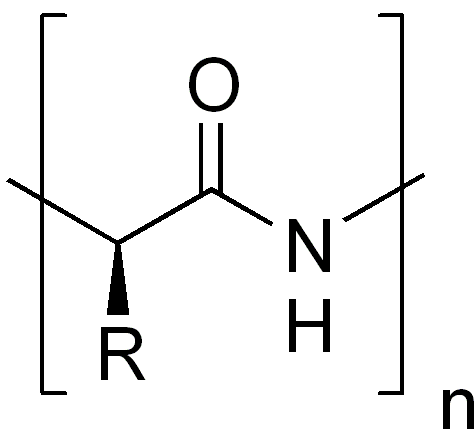
Unitat que es repeteix a les proteïnes. Cal observar que hi ha unitats amb cadenes R diferents (les dels diferents aminoàcids), la qual cosa fa que les proteïnes no siguin polímers.

Les proteïnes constitueixen una designació genèrica per a biomacromolècules conformades per la concatenació d'unitats monomèriques denominades aminoàcids (àcids carboxílics amb un grup amino en el 2n carboni o carboni α) —variant des d'un centenar fins a múltiples milers— units mitjançant enllaços peptídics. Aquestes macromolècules posseeixen una massa molecular que habitualment excedeix les 10 000 unitats. Les proteïnes, elements imprescindibles per a totes les manifestacions vitals conegudes, presenten una arquitectura tridimensional específica, intrínsecament determinada per la seqüència lineal dels seus aminoàcids constituents (estructura primària). Aquesta sofisticada conformació espacial és el resultat de múltiples interaccions intramoleculars —tals com enllaços disulfur, ponts d'hidrogen, interaccions iòniques i forces hidròfobes— que s'estableixen entre diferents regions de la cadena polipeptídica. Aquestes forces compel·leixen la cadena a adoptar, en conjunt, patrons estructurals locals com l'hèlix α o la làmina β (configuracions constitutives de l'estructura secundària), així com disposicions més complexes en segments definits de la cadena (estructura terciària). L'eventual agregació de diverses cadenes polipeptídiques per constituir una molècula proteica funcional defineix la seva estructura quaternària.
Hom distingeix principalment dos grans grups de proteïnes:
- Escleroproteïnes (com ara l'α-ceratina, la β-ceratina i el col·lagen), de caràcter fibrós.
- Esferoproteïnes o proteïnes globulars, de morfologia aproximadament esfèrica i solubles en medis aquosos o en solucions salines. Aquestes, al seu torn, se subdivideixen en categories com les histones, les albúmines i les globulines.[13]

En dissolució, les proteïnes exhibeixen propietats anàlogues a les de les dispersions col·loidals i no es difonen a través de certes membranes semipermeables, com el pergamí o la cel·lofana, fenomen conegut com a diàlisi. L'aïllament i purificació de proteïnes a partir de matrius biològiques es pot efectuar mitjançant una panòplia de tècniques, incloent-hi la precipitació selectiva, la cromatografia en les seves diverses modalitats, la ultracentrifugació i l'electroforesi.
Les funcions cabdals que les proteïnes exerceixen en l'organisme humà són diverses i fonamentals: funció estructural de les cèlules, de control genètic, de bioregulació (enzims i hormones), de regulació del pH  i la pressió osmòtica, de transport de substàncies, funció hemostàtica (fibrinogen), defensiva (anticossos) i energètica secundària.
La vàlua nutricional d'una proteïna depèn de la seva composició aminoacídica quantitativa i qualitativa, així com de la seva adequació als requisits específics d'aminoàcids per a la biosíntesi proteica de l'organisme receptor. L'avaluació de la qualitat proteica es fonamenta en la seva capacitat per mantenir el balanç nitrogenat o per promoure el creixement en models animals. Els paràmetres més àmpliament utilitzats a aquest efecte són el valor biològic i la utilització neta proteica. Les proteïnes considerades d'alt valor biològic són principalment les d'origen animal i algunes d'origen vegetal (com les derivades de la soia o l'arròs). És factible la complementació dietètica de diverses proteïnes vegetals (procedents de cereals i lleguminoses) a fi d'assolir un perfil aminoacídic d'elevat valor biològic.

### Àcids nucleics

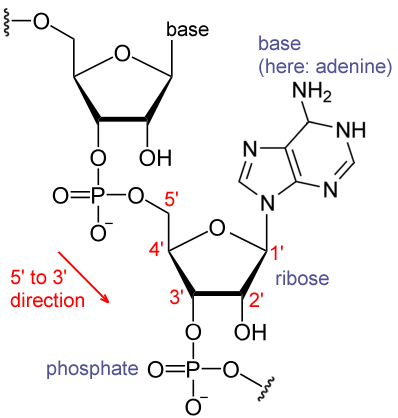
Estructura de l'RNA. L’ARNm (ARN missatger) conté 4 tipus de bases nitrogenades diferents (adenina, guanina, citosina i uracil), per tant, no és un polímer.

Un àcid nucleic és una macromolècula d'origen natural que exerceix la funció de principal molècula vehicular d'informació cel·lular i que regeix el procés de biosíntesi de proteïnes, determinant, per tant, les característiques hereditàries inherents a tot ésser vivent. Les dues categories principals d'àcids nucleics:
- L'àcid desoxiribonucleic (ADN) constitueix el patró genètic fonamental per a la vida i conforma el material genètic en la totalitat dels organismes de vida lliure i en la majoria dels virus.
- L'àcid ribonucleic (ARN), per la seva banda, representa el material genètic de determinats virus, però es troba igualment present en totes les cèl·lules vives, on ostenta un paper crucial en certs processos, com ara la síntesi proteica.[14]

Els àcids nucleics es configuren com a polinucleòtids, és a dir, molècules filiformes de gran longitud integrades per una successió de constituents semblants denominats nucleòtids. Cada nucleòtid es compon d'una base aromàtica nitrogenada lligada a una pentosa, el qual, al seu torn, s'uneix a un grup fosfat. Cada àcid nucleic conté quatre de les cinc possibles bases nitrogenades: les purines adenina (A) i guanina (G); i les pirimidines citosina (C), timina (T) i uracil (U). La timina es troba exclusivament en l'ADN, mentre que l'uracil és un component distintiu de l'ARN.

## Polímers sintètics
Els polímers són macromolècules constituïdes per unitats estructurals idèntiques repetides, anomenades monòmers, i unides entre elles mitjançant enllaços covalents. Els naturals s'han descrit en la secció anterior, els sintètics s'obtenen de forma industrial mitjançant diversos tipus de reaccions anomenades de polimerització. No tenen unes masses moleculars definides sinó que presenten una distribució de masses moleculars. Això es deu al fet que les polimeritzacions no acaben exactament quan s'han unit exactament el mateix nombre de monòmers.
Polietilè

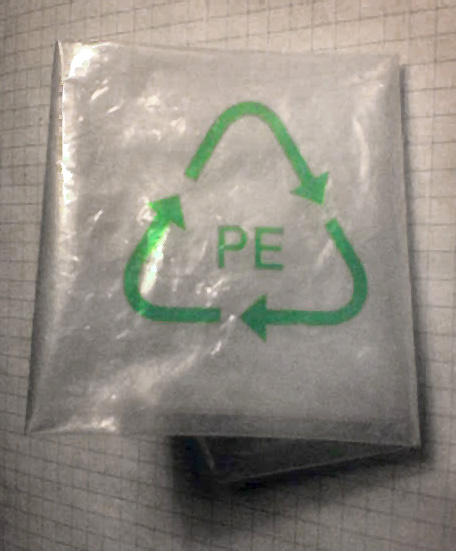
Bossa de polietilè.
Estructura del polietilè.

### Polímers obtinguts d'hidrocarburs
Nombrosos hidrocarburs simples, com ara l'etilè o etè CH2=CH2 i el propilè o propè CH3-CH2=CH2, poden ésser transformats en polímers per addició successiva de monòmers a la cadena en creixement. El polietilè, constituït per la repetició d'unitats monomèriques d'etilè, és un polímer d'addició. Pot arribar a contenir fins a 10 000 monòmers units en llargues cadenes helicoïdals. El polietilè és cristal·lí, translúcid i termoplàstic, és a dir, s'estova en escalfar-se. S'empra en revestiments, embalatges, peces emmotllades i en la fabricació d'ampolles i envasos. El polipropilè és igualment cristal·lí i termoplàstic, però presenta una duresa superior a la del polietilè. Les seves molècules poden constar d'entre 50 000 i 200 000 monòmers. Aquest compost s'utilitza en la indústria tèxtil i per a la fabricació d'objectes emmotllats. Altres polímers d'addició rellevants inclouen el polibutadiè, el poliisoprè i el policloroprè, tots ells crucials en la manufactura de cautxús sintètics. Determinats polímers, com ara el poliestirè, exhibeixen un caràcter vitri i transparent a temperatura ambient, a més de ser termoplàstics. El poliestirè pot adquirir qualsevol tonalitat mitjançant coloració i s'empra en la fabricació de joguines i altres objectes plàstics.
PVC

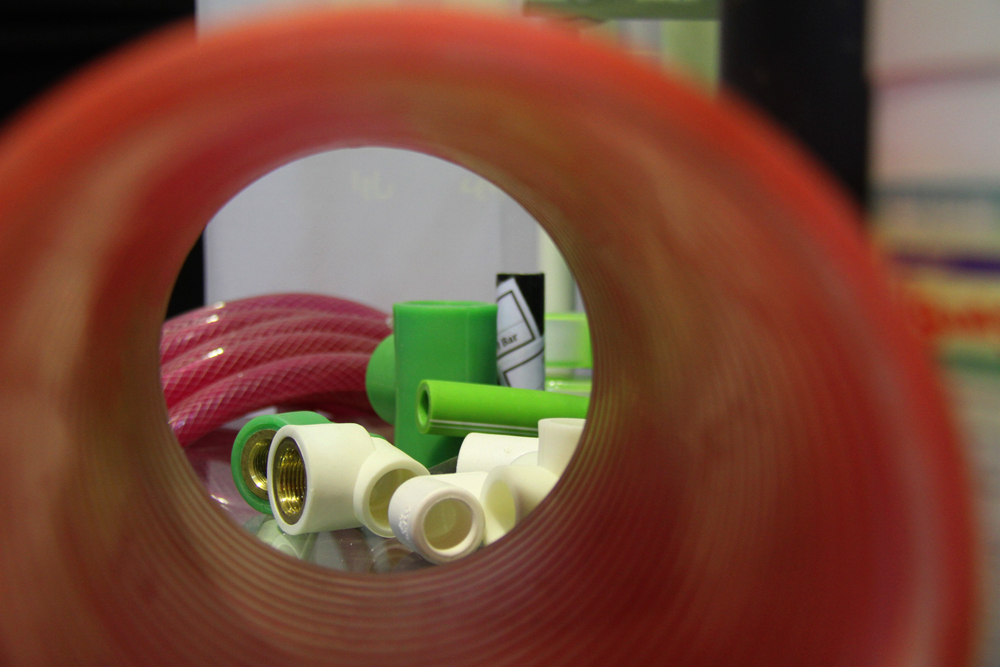
Tubs de PVC.
Estructura del clorur de polivinil.

### Polímers amb àtoms d'halògens
La substitució d'un àtom d'hidrogen en la molècula d'etilè o etè per un àtom de clor condueix a la formació del clorur de vinil CH2=CHCl. Aquest monòmer polimeritza per donar lloc al policlorur de vinil (PVC), un material termoplàstic, incolor, dur i tenaç, susceptible de ser manufacturat en diverses formes, incloent-hi escumes, pel·lícules i fibres. L'acetat de vinil, obtingut per reacció de l'etilè CH2=CH2 amb l'àcid acètic CH3-COOH, polimeritza formant resines amorfes i toves, utilitzades com a revestiments i adhesius. Copolimeritza amb el clorur de vinil per generar una extensa família de materials termoplàstics.
Els polímers que contenen fluorocarburs, coneguts com a fluoropolímers, estan constituïts per enllaços carboni-fluor, els quals són summament estables i confereixen al compost resistència als dissolvents. La naturalesa de l'enllaç carboni-fluor atorga, a més, una qualitat antiadherent als fluoropolímers; fet que s'evidencia principalment en el politetrafluoroetilè (PTFE), comercialment conegut com a Teflon®.
Polièsters

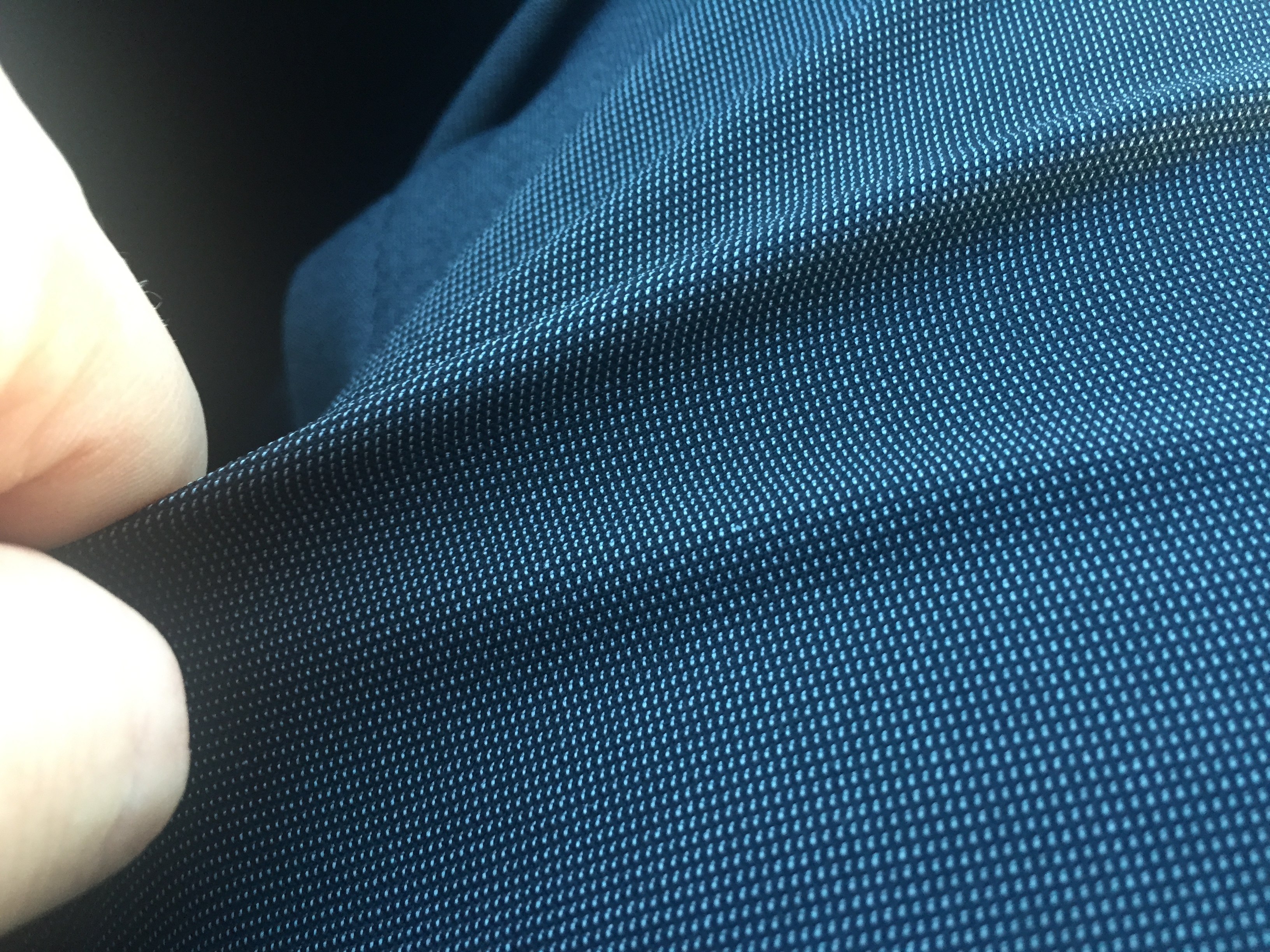
Teixit de polièster.
Estructura d'un poliester.

### Polímers amb àtoms d'oxigen
Nombrosos polímers d'interès presenten àtoms d'oxigen o nitrogen, conjuntament amb els de carboni, en la cadena principal o esquelet polimèric. Entre aquests materials macromoleculars que contenen àtoms d'oxigen es troben els poliacetals. El poliacetal més senzill és el poliformaldehid. Aquest presenta un punt de fusió elevat, és cristal·lí i exhibeix resistència a l'abrasió i a l'acció dels dissolvents. Les resines acetàliques s'assemblen més als metalls que cap altre plàstic i s'utilitzen en la fabricació de components de maquinària, com ara engranatges i coixinets.
Un polímer lineal caracteritzat per la repetició de grups èster al llarg de la cadena principal es denomina polièster. Els polièsters de cadena oberta són materials incolors, cristal·lins i termoplàstics. Aquells amb elevades masses moleculars (constituïts per 10 000 a 15 000 unitats monomèriques) s'empren en la fabricació de pel·lícules, objectes emmotllats i fibres com el Dacron.

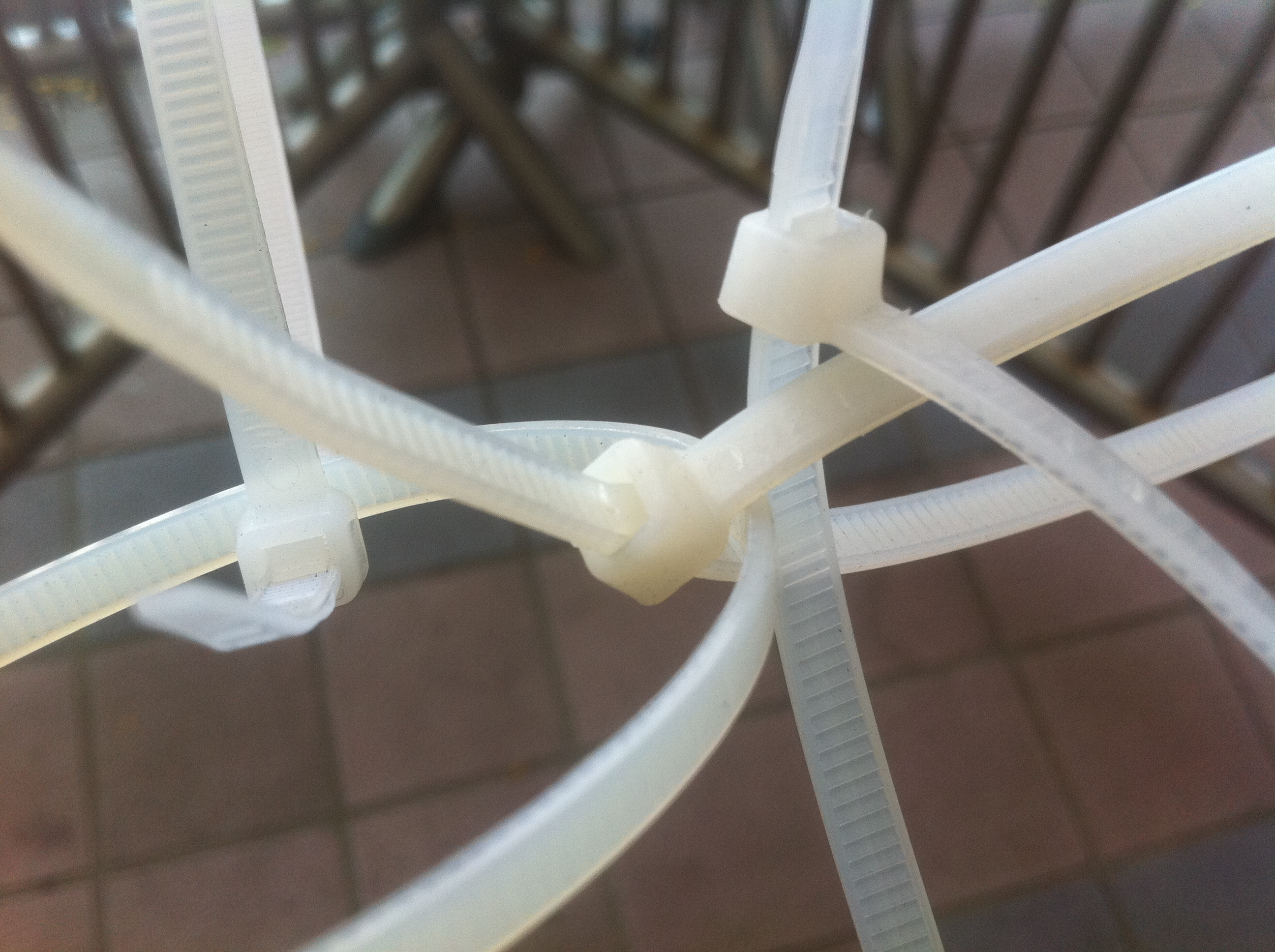
Brides de niló.
Estructura bàsica d'una poliamida.

### Polímers amb àtoms de nitrogen
Les poliamides comprenen proteïnes d'origen natural com la caseïna, present a la llet, i la zeïna, que es troba al blat de moro (o moresc), a partir de les quals es fabriquen plàstics, fibres, adhesius i revestiments. Entre les poliamides sintètiques figuren les resines d'urea-formaldehid, les quals són termoestables. S'utilitzen per a produir objectes emmotllats i com a adhesius i revestiments per a tèxtils i paper. També són rellevants les resines poliamídiques conegudes com a nilons. Aquests són resistents, tenaces a la calor i a l'abrasió, incombustibles i atòxics, i admeten coloració. La seva aplicació més coneguda és com a fibres tèxtils, però posseeixen moltes altres utilitats.
Una altra família destacada de polímers orgànics sintètics està constituïda per repeticions lineals del grup uretà. Els poliuretans s'empren en l'elaboració de fibres elastomèriques, conegudes com a elastà, i en la producció de bases per a revestiments i escumes flexibles i rígides.

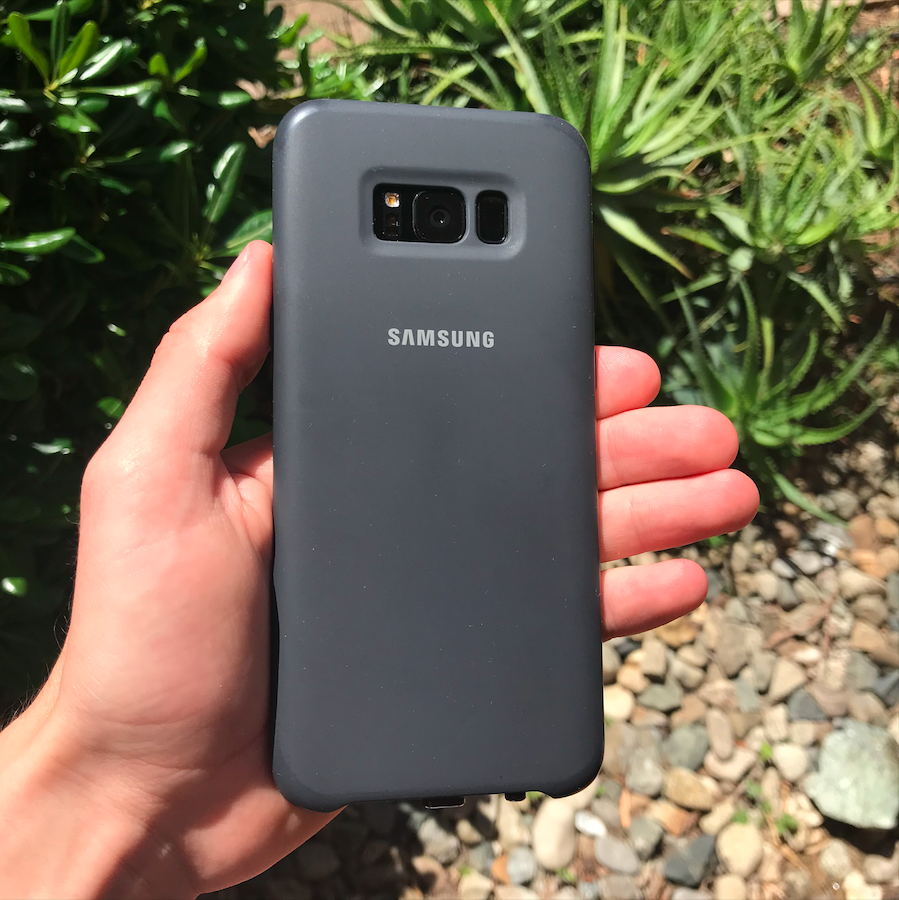
Funda de silicona d'un telèfon
Estructura d'una silicona

### Polímers amb àtoms de silici
Una classe diferent de polímers la constitueixen els compostos mixtos orgànics-inorgànics. Els representants més significatius d'aquesta família polimèrica són les silicones. El seu esquelet polimèric consisteix en una alternança d'àtoms de silici i oxigen, amb grups orgànics units a cada àtom de silici. Les silicones de baixa massa molecular són olis i greixos. Les espècies d'elevada massa molecular són materials elàstics versàtils que romanen tous i gomosos a temperatures molt baixes. Són, així mateix, relativament estables a altes temperatures.